# Shannon Hoon
 (mars 2020).
Si vous disposez d'ouvrages ou d'articles de référence ou si vous connaissez des sites web de qualité traitant du thème abordé ici, merci de compléter l'article en donnant les références utiles à sa vérifiabilité et en les liant à la section « Notes et références ».
Shannon Hoon est un chanteur du groupe Blind Melon, né en 1967, originaire de Lafayette, dans l'Indiana et mort en 1995, à La Nouvelle-Orléans.

## Biographie
En 1989, Shannon Hoon part pour Los Angeles former Blind Melon, inspiré de Led Zeppelin et de Grateful Dead. En 1991, après un premier mini-album décevant, il est invité par Axl Rose, de Guns N' Roses, natif, lui aussi, de Lafayette et aussi un ami de la sœur de Shannon, à venir poser sa voix sur certains titres de Use Your Illusion II dont "Don't cry" . L'année suivante, c'est la consécration pour Blind Melon et, parallèlement, Shannon Hoon sombre peu à peu dans la drogue. Sa carrière s'achève brutalement par une overdose dans le bus de la tournée, en 1995, à La Nouvelle-Orléans.
« I Know we can't all stay here forever, so I want to write My words on the face of today .. And then they'll paint it.. »
— Shannon Hoon (1967-1995)